# تريفور باورز
تريفور باورز (بالإنجليزية: Trevor Bowers)‏ (14 مارس 1983 بناس في جمهورية أيرلندا - ) هو لاعب كرة قدم أيرلندي في مركز الهجوم. لعب مع Kildare County F.C. ‏.